# 4667 Robbiesh
4667 Robbiesh је астероид главног астероидног појаса са средњом удаљеношћу од Сунца која износи 2,666 астрономских јединица (АЈ).
Апсолутна магнитуда астероида је 12,8.